# Ska-P (musikalbum)
Ska-P är det spanska ska-punkbandet Ska-Ps första album, utgivet 1994 av Radio Corporation of America.

## Låtlista
1. "El hombre resaka baila ska" - 3:04
2. "Abolición" - 3:17
3. "Chupones" - 3:11
4. "0,7" - 3:40
5. "Alí, el magrebí" - 3:43
6. "Sargento Bolilla" - 3:18
7. "Reality Show  - 3:42
8. "Bla, bla, bla..." - 3:14
9. "Como un rayo" - 2:34